# يونيس نورتن
يونيس نورتن (بالإنجليزية: Eunice Norton)‏ هي عازفة بيانو أمريكية، ولدت في 30 يونيو 1908 في منيابولس في الولايات المتحدة، وتوفيت في 9 ديسمبر 2005 في فيينا في النمسا.

## وصلات خارجية
- يونيس نورتن على موقع ميوزك برينز (الإنجليزية)